# Руджу, Жорж
Жорж Омар Руджу́ (фр. Georges Omar Ruggiu, родился 12 октября 1957 года в Вервье) — бельгиец, получивший известность как ведущий на руандийской радиостанции RTLM. В период геноцида в Руанде Руджу по радио призывал убивать тутси. В 2000 году Международный трибунал по Руанде приговорил Руджу к 12 годам тюрьмы за призывы к совершению геноцида. Руджу стал единственным европейцем, признанным виновным в преступлениях в ходе геноцида в Руанде.

## Биография

### Молодость и переезд в Руанду
Руджу родился в городе Вервье в Бельгии в семье бельгийца и итальянки. Он также имел итальянское гражданство. До 35 лет он работал сначала специалистом по работе с молодыми наркоманами, а затем учителем в школе для умственно отсталых детей. Однажды, по словам Руджу, он помог жившему по соседству студенту из Руанды отремонтировать трубу отопления, и с этого момента он начал сближаться с бельгийскими руандийцами, в том числе активными деятелями НРДР — политической партии, представлявшей интересы народа хуту. Постепенно Руджу стал посещать собрания НРДР в Бельгии, выступать с докладами и вести дебаты.
По воспоминаниям знакомых Руджу был очарован Руандой и считал себя более руандийцем, чем бельгийцем. Он начал регулярно посещать Руанду. Во время своей третьей поездки в ноябре 1993 года Руджу попытался устроиться на работу на руандийскую радиостанцию RTLM, но получил отказ. Через месяц, когда Руджу шёл по Кигали, ему повстречался кортеж президента Хабиариманы. Руджу смог рассказать президенту о своём желании работать на радио, и через несколько дней он получил желаемую работу. 6 января 1994 года состоялся его дебют в качестве радиоведущего.

### Участие в геноциде
7 апреля 1994 года Руджу в прямом эфире зачитал официальное сообщение о гибели президента Хабиариманы, которое стало толчком к массовому истреблению граждан народности тутси и «неверных» хуту. Руджу не имел опыта журналистской деятельности и не знал языка киньяруанда, поэтому читал сообщения на французском. Он получил от властей личный автомобиль и телохранителя.
Дикторы RTLM, в том числе Руджу, призывали хуту взять мачете и убивать тутси. Они ввели особую лексику: дикторы называли тутси inyenzi (тараканы), а вместо убивать использовался глагол работать. В некоторых выступлениях Руджу также призывал убивать бельгийцев и называл их виновными в убийстве Хабиариманы. Руджу работал на RTLM до июля 1994 года.

### Арест и суд
После свержения режима хуту Руджу жил в лагерях беженцев в Заире и Танзании. Позже он перебрался в Кению, принял ислам и сменил имя на Омар. 23 июля 1997 года Руджу был арестован в Момбасе и затем предстал перед Международным трибуналом по Руанде в Аруше (Танзания). В октябре Руджу были предъявлены обвинения в призывах к геноциду и преступлениях против человечности.
С 1999 года Руджу содержался отдельно от прочих обвиняемых, так как имелись опасения за его жизнь. Он также был допрошен итальянскими следователями в связи с нарушением итальянского законодательства об обороте оружия.
15 мая 2000 года Руджу изменил показания и признал себя виновным по обоим пунктам обвинения. Он признал, что принимал участие в геноциде, и выразил сожаление в связи с этим. Руджу был приговорён к 12 годам тюрьмы. Суд счёл, что имел место ряд смягчающих обстоятельств, в частности Руджу чистосердечно раскаялся и сотрудничал с обвинением, а также не совершил никаких актов насилия лично. Власти Руанды сочли приговор чрезмерно мягким.
В 2008 году Руджу был передан Италии для отбытия остатка срока. 21 апреля 2009 года итальянские власти освободили его досрочно. Это было сделано в нарушение статьи 27 Статута Международного трибунала по Руанде, согласно которой решение о досрочном освобождении может быть принято только президентом Трибунала.